# 拉加西伊 (旧市镇)
拉加西伊（法語：La Gacilly，法語發音：[la ɡasiji]）是法国莫尔比昂省的一个旧市镇，属于瓦讷区。2017年，拉加西伊与市镇拉沙佩勒加斯利讷和格莱纳克合并为新的拉加西伊。

## 地理
拉加西伊（47°45'54"N, 2°7'55"W）面积16.48 平方千米，位于法国布列塔尼大區莫尔比昂省，该省份为法国西北部沿海省份，位于布列塔尼半岛南部，北起阿摩尔滨海省、西接菲尼斯泰尔省，南濒大西洋，东南接大西洋卢瓦尔省，东临伊勒-维莱讷省。
与拉加西伊接壤的市镇（或旧市镇、城区）包括：卡朗图瓦尔、阿夫河畔锡克斯特、库尔农、莱富日雷、圣尼古拉迪泰特尔、拉沙佩勒加斯利讷、格莱纳克。

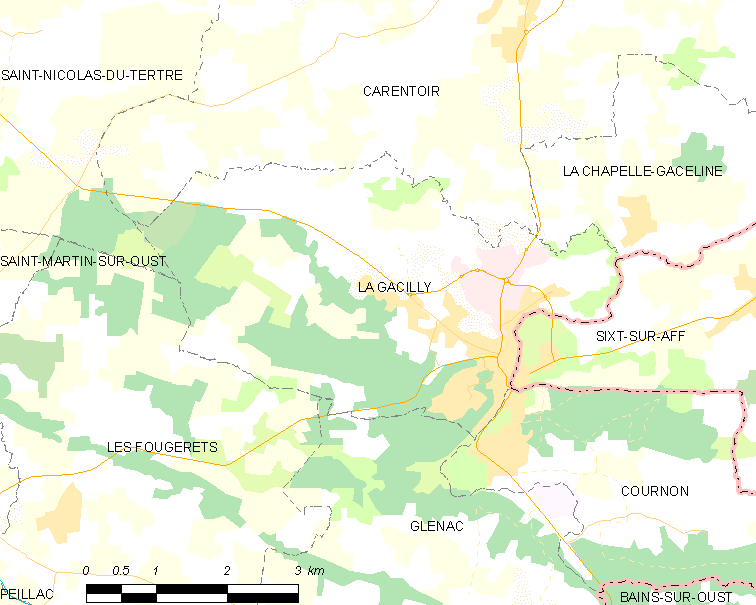
的OSM定位图

拉加西伊的时区为UTC+01:00、UTC+02:00（夏令时）。

## 行政
拉加西伊的邮政编码为56200，INSEE市镇编码为56061。

## 政治
拉加西伊所属的省级选区为盖尔县。

## 人口

1962-2008年间人口变化图示

拉加西伊于2018年1月1日时的人口数量为2320人。